# جوناثان هيلي
جوناثان هيلي (بالإنجليزية: Jonathan Healy) هو لاعب تايكوندو أمريكي، ولد في 4 أبريل 1997 في هيوستن في الولايات المتحدة.

## روابط خارجية
- جوناثان هيلي على موقع TaekwondoData.com (الإنجليزية)